# Agathia magnificentia
Agathia magnificentia là một loài bướm đêm trong họ Geometridae.

## Hình ảnh

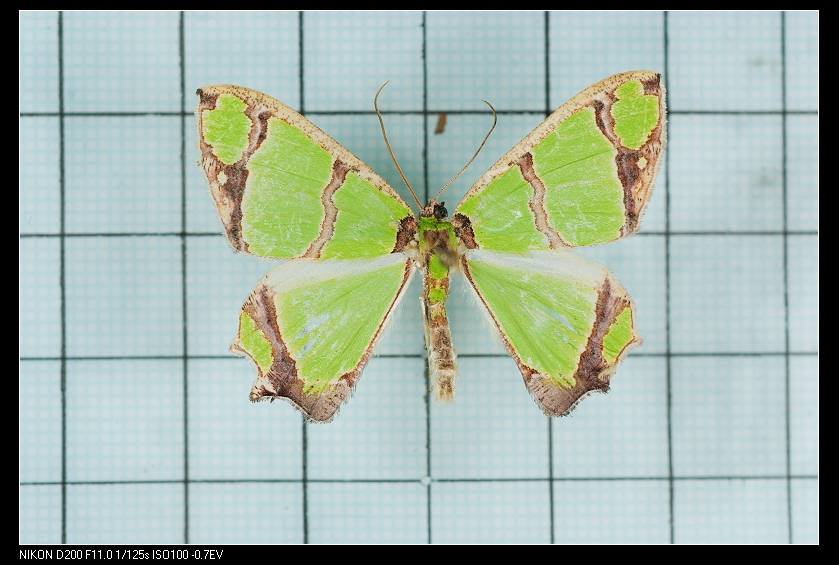